# Antibes
Antibes (franskt uttal: [ɑ̃tib] lyssna (fil)) är en stad och kommun i departementet Alpes-Maritimes i regionen Provence-Alpes-Côte d'Azur i sydöstra Frankrike vid Franska rivieran. År 2019 hade Antibes 73 428 invånare.
Antibes har anor från antiken och har stadskärnan Gamla Antibes med ett labyrintiskt nät av gator, gränder och torg, varav många är bilfria. Utanför Gamla Antibes finns en växande modern bebyggelse.

## Historia
På platsen har funnits etruskiska bosättningar från tidigast under 500-talet f.Kr. En stad grundades som handelsposten Antipolis på 300-talet f.Kr. av greker från Massilia. Romarna erövrade södra Frankrike och skapade 121 f.Kr. provinsen Transalpinska Gallien varuti Antipolis officiellt inkorporerades år 43 f.Kr. Staden försågs med teater, amfiteater och termer försörjda med vatten från akvedukter.
Från slutet av 1500-talet till 1860 var Antibes en viktig gränsstad för Frankrike. Den militära befästningen Fort Carré uppfördes på en kulle på en halvö strax norr om stadskärnan i slutet av 1500-talet och i slutet av 1600-talet påbörjades uppförande av en ringmur och befästningar runt själva staden. Från 1895 började befästningarna rivas för att inte hindra stadens utveckling, och nya bostadsområden uppfördes på de 25 hektar som rivningarna frigjorde, samt längre ut från Gamla Antibes.
I grannkommunerna Biot och Valbonne inom stadsområdet har från 1970-talet anlagts teknikparken Sophia Antipolis, vilken bidragit till Antibes snabba utveckling under senare decennier.
Antibes har en egen järnvägsstation för fjärr- och regionaltåg, och även en station för bussar som förbinder staden med bland annat Nice och Cannes. Nice Côte d'Azurs flygplats är belägen 16 km norr om staden. Motorvägen A8 passerar nordväst om Antibes.
Evert Taube bodde mellan 1951 och 1971 under långa perioder på Petite Réserve Hôtel nära den långa badstranden söder om Gamla Antibes och skrev där ett tiotal prosaböcker, en del illustrerade av fotografen Marianne Greenwood, som också arbetade i staden.

### Akvedukter

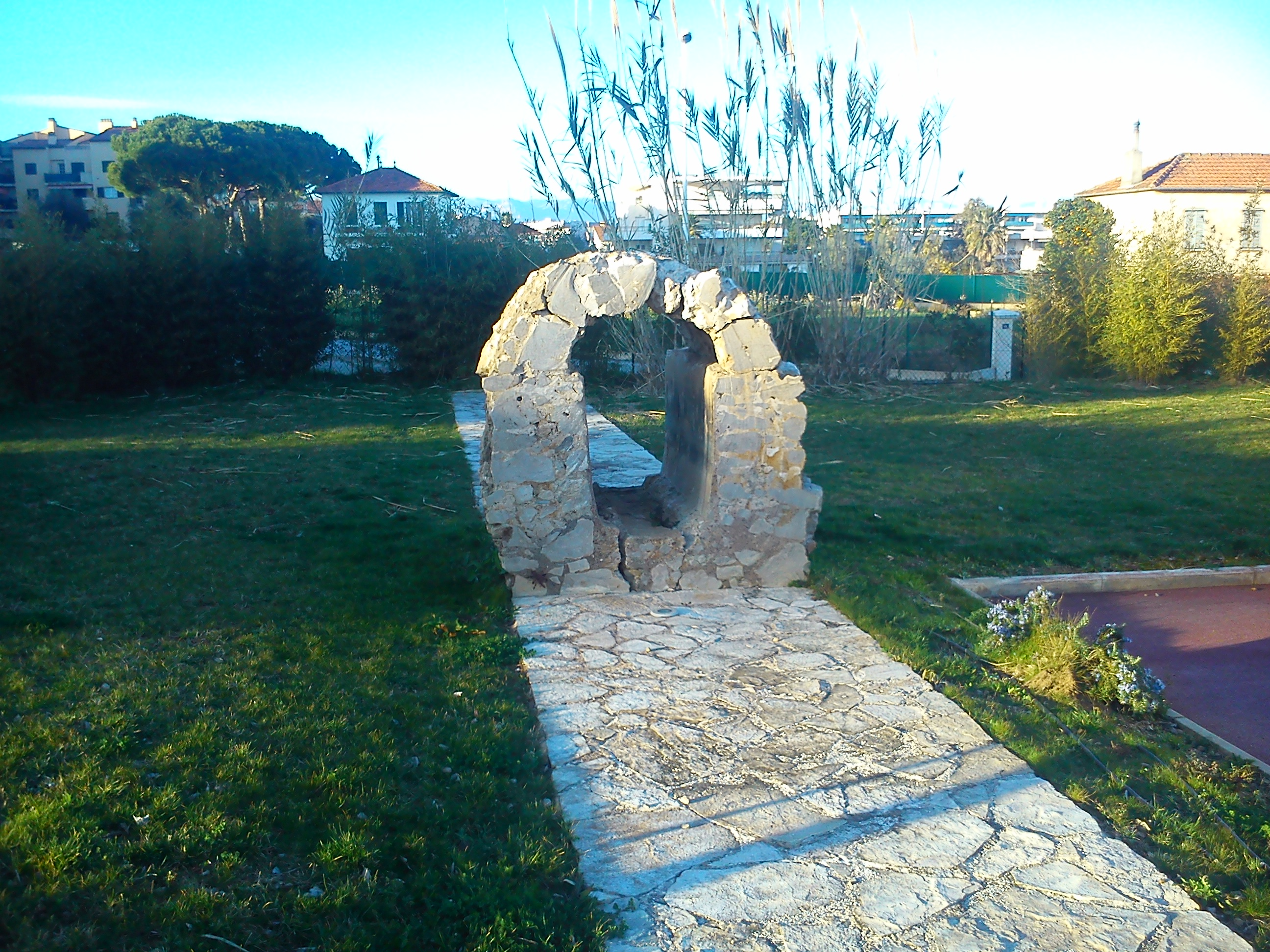
Del av sektion under mark av Fontveille-akvedukten, i villaträdgård i Biot.

Den romerska staden Antibes försörjdes med vatten från troligen tre akvedukter, varav två har identifierats: den 4,5 kilometer långa Fontvieille-akvedukten från Biot, som mynnade i norra delen av staden, och som restaurerades för att användas på 1700-talet, samt den 16 kilometer långa Bouillide- eller Clausonnesakvedukten från ån Bouillide i närheten av nuvarande staden Valbonne och Sophia Antipolis.

## Sevärdheter

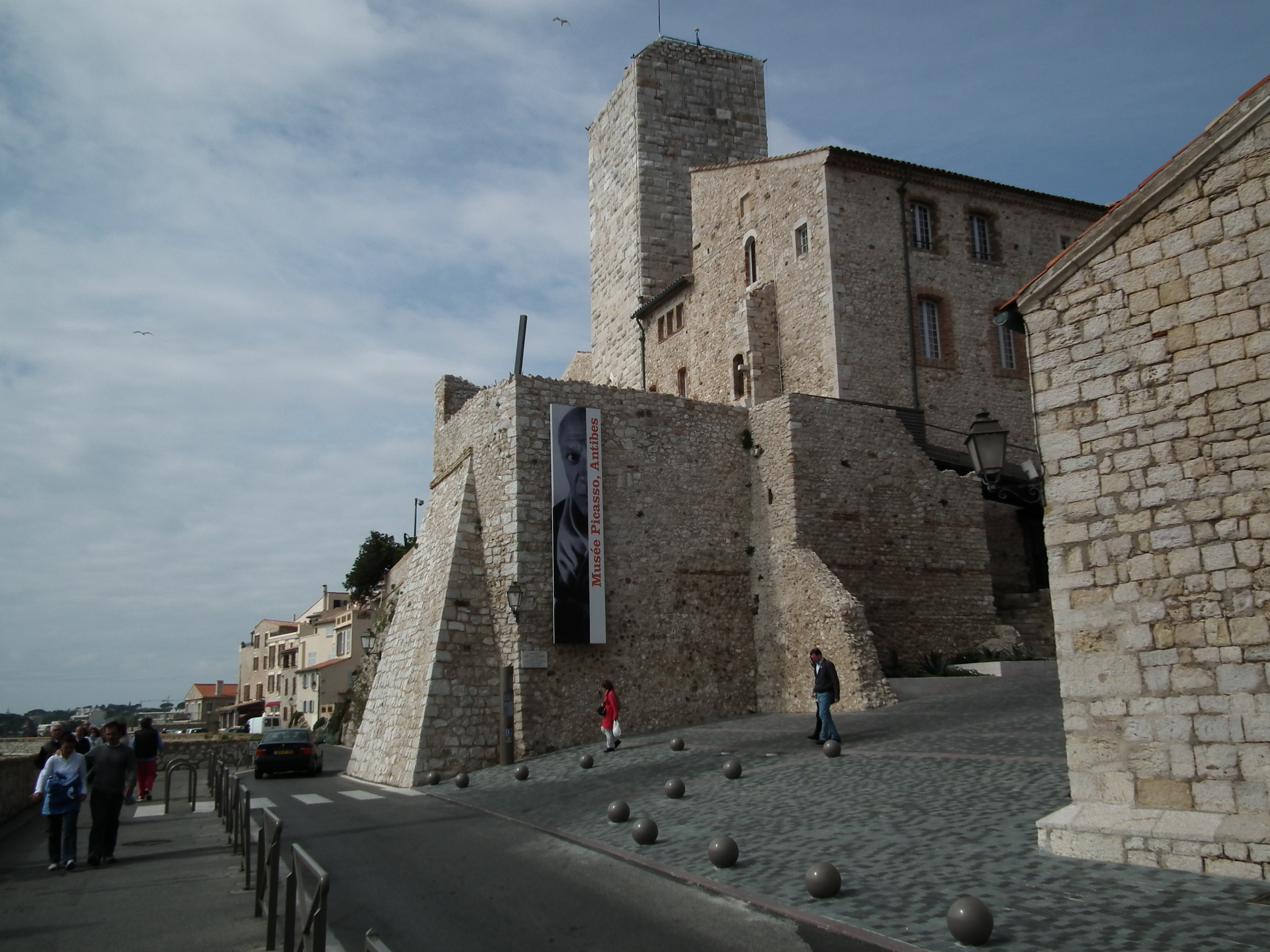
Château Grimaldi.

I Gamla Antibes finns den av fursteätten Grimaldi på 1500-talet uppförda borgen Château Grimaldi, som numera inrymmer Musée Picasso. Pablo Picasso verkade i flera år i Antibes och närbelägna Vallauris. Borgens murverk är bevarat längs havet och hamnen och är populära promenadstråk. 
Varje dag mellan klockan sex på morgonen och ett på eftermiddagen är det full aktivitet på Le Marché Provençal i gamla stan, med försäljning av mat och andra produkter.
Befästningen Fort Carré uppfördes 1550 på en kulle norr om hamnen och byggdes ut under slutet av 1600-talet efter planer av Sébastien Le Prestre de Vauban.
Antibes är en välbesökt turiststad. Nära stadskärnan finns flera badstränder och hopvuxen med Antibes ligger, inom kommunen, badorten Juan-les-Pins. Inom kommunen ligger också halvön Cap d'Antibes med exklusiva villor och hotell.
Antibes hamn, Port Vauban, är en av Europas största privatbåtshamnar. Bland annat finns en sektion längst ut på hamnpiren med stora lyxjakter.

### Museer
- Musée Picasso. Pablo Picasso hade en ateljé i Château Grimaldi från 1946. Den och andra utrymmen i borgen används för ett Picasso-museum.
- Musée Peynet är ett museum över tecknaren Raymond Peynet (1908-99).
- Musée d'archeologie är inrymt i Bastion Saint-André, som är en del av stadens tidigare befästningsverk.
- Musée Fernand Léger i grannkommunen Biot.
- Fondation Hartung-Bergman är en institution som förvaltar Hans Hartungs och Anna-Eva Bergmans konstnärskap.

## Befolkningsutveckling
Antalet invånare i kommunen Antibes
| Referens: INSEE |

## Bildgalleri

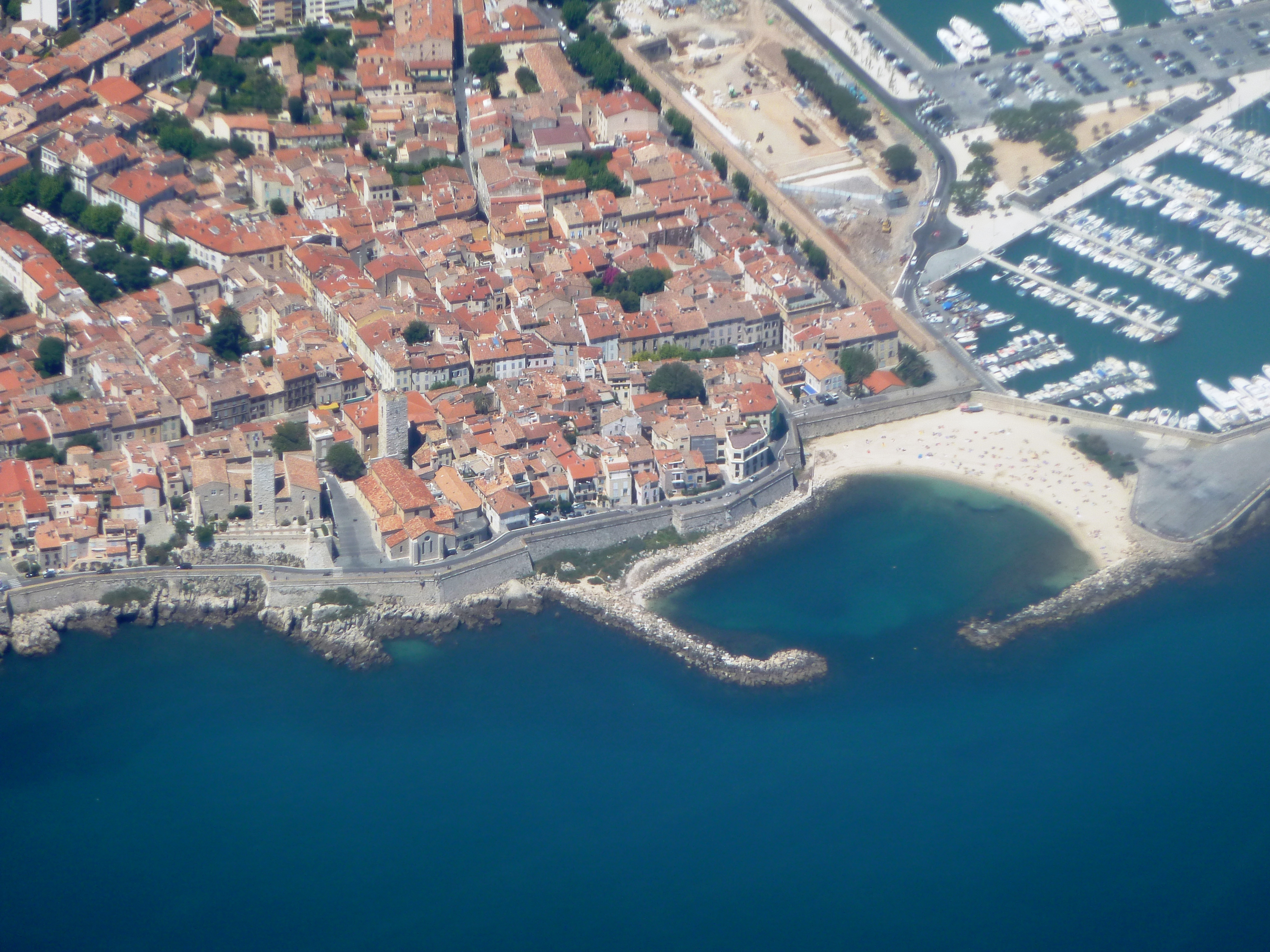
Gamla Antibes
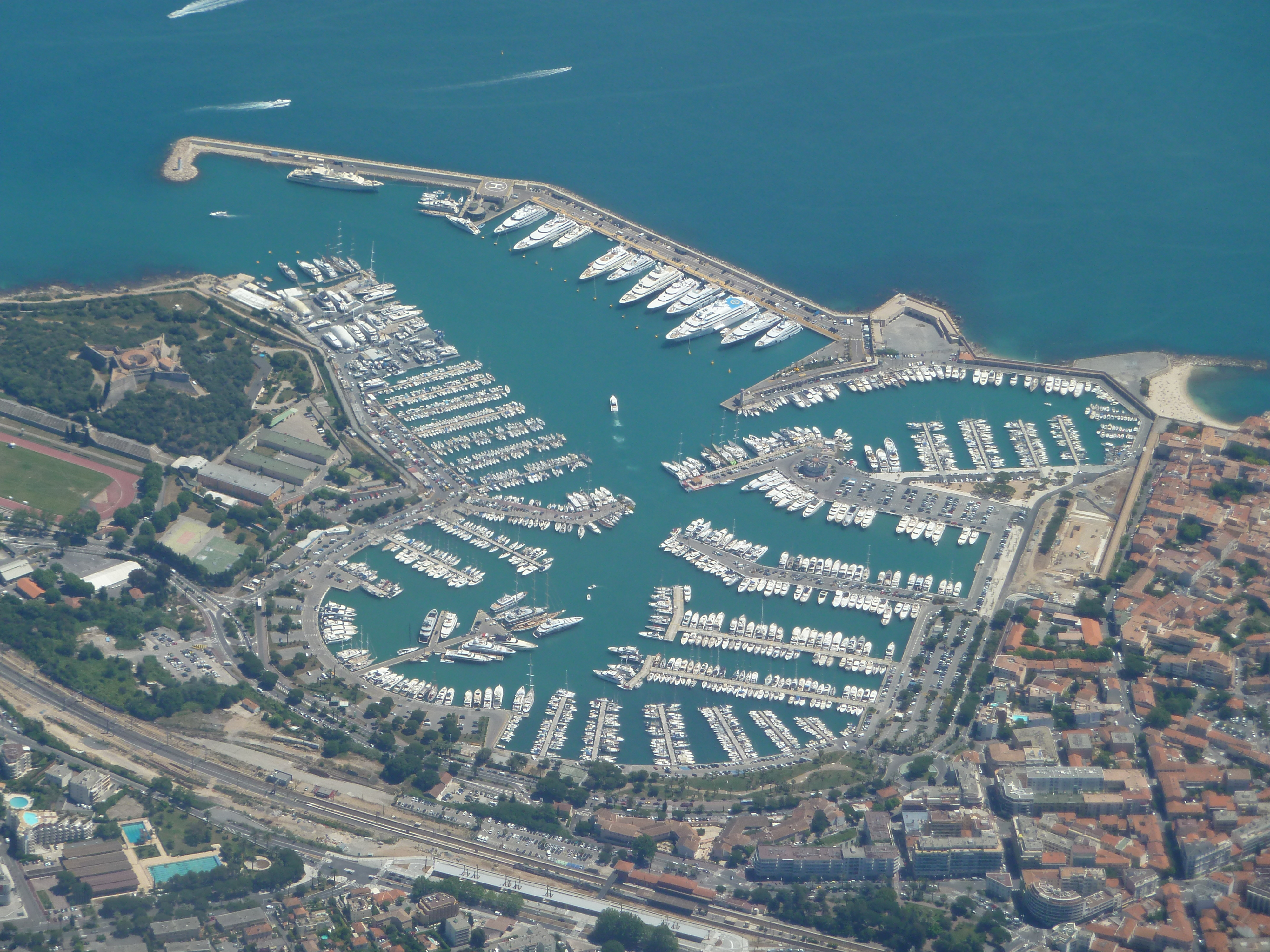
Port Vauban, med Fort Carré till vänster
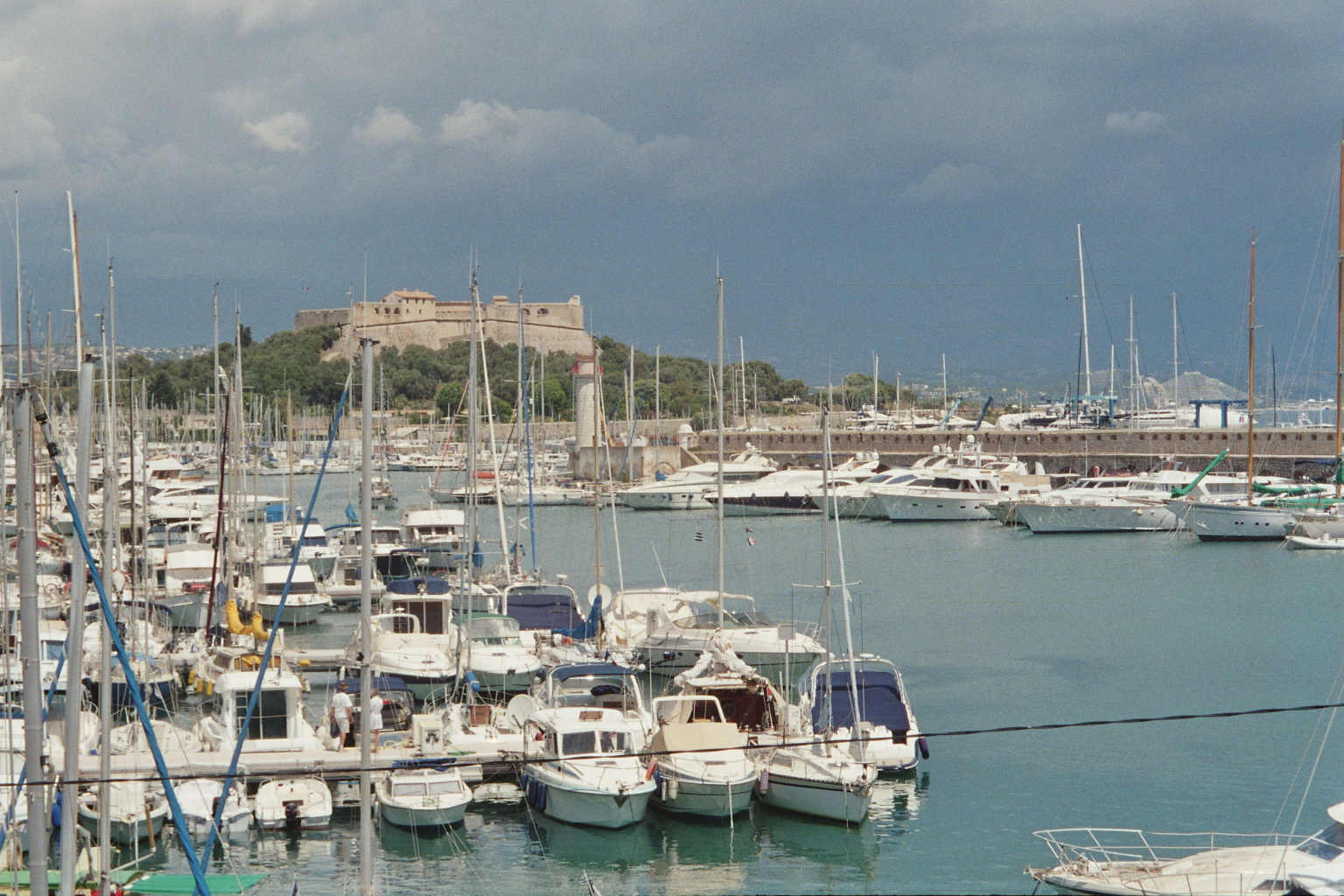
Port Vauban och Fort Carré
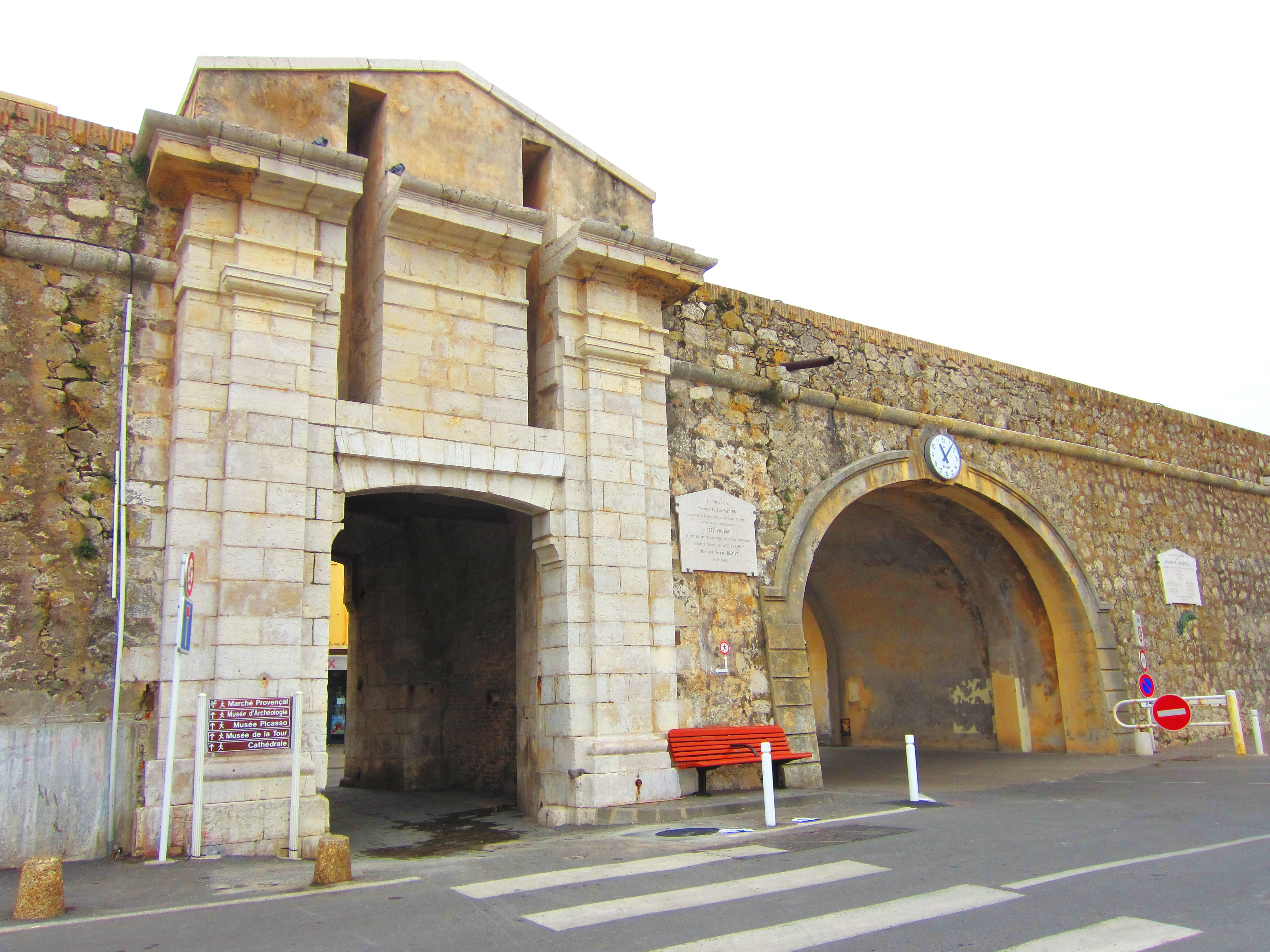
Porte Marine vid gamla hamnen
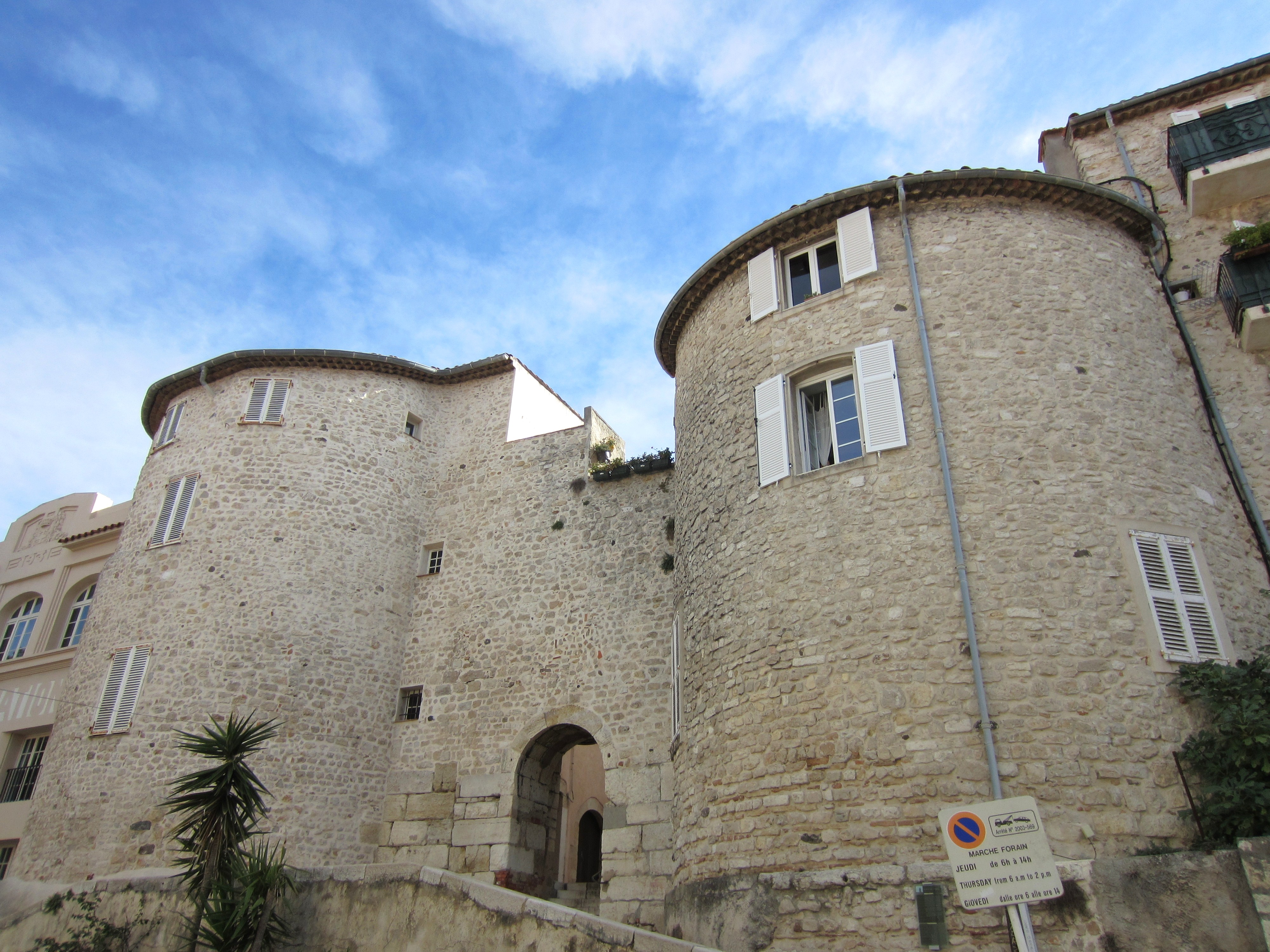
Porte de l'Orme
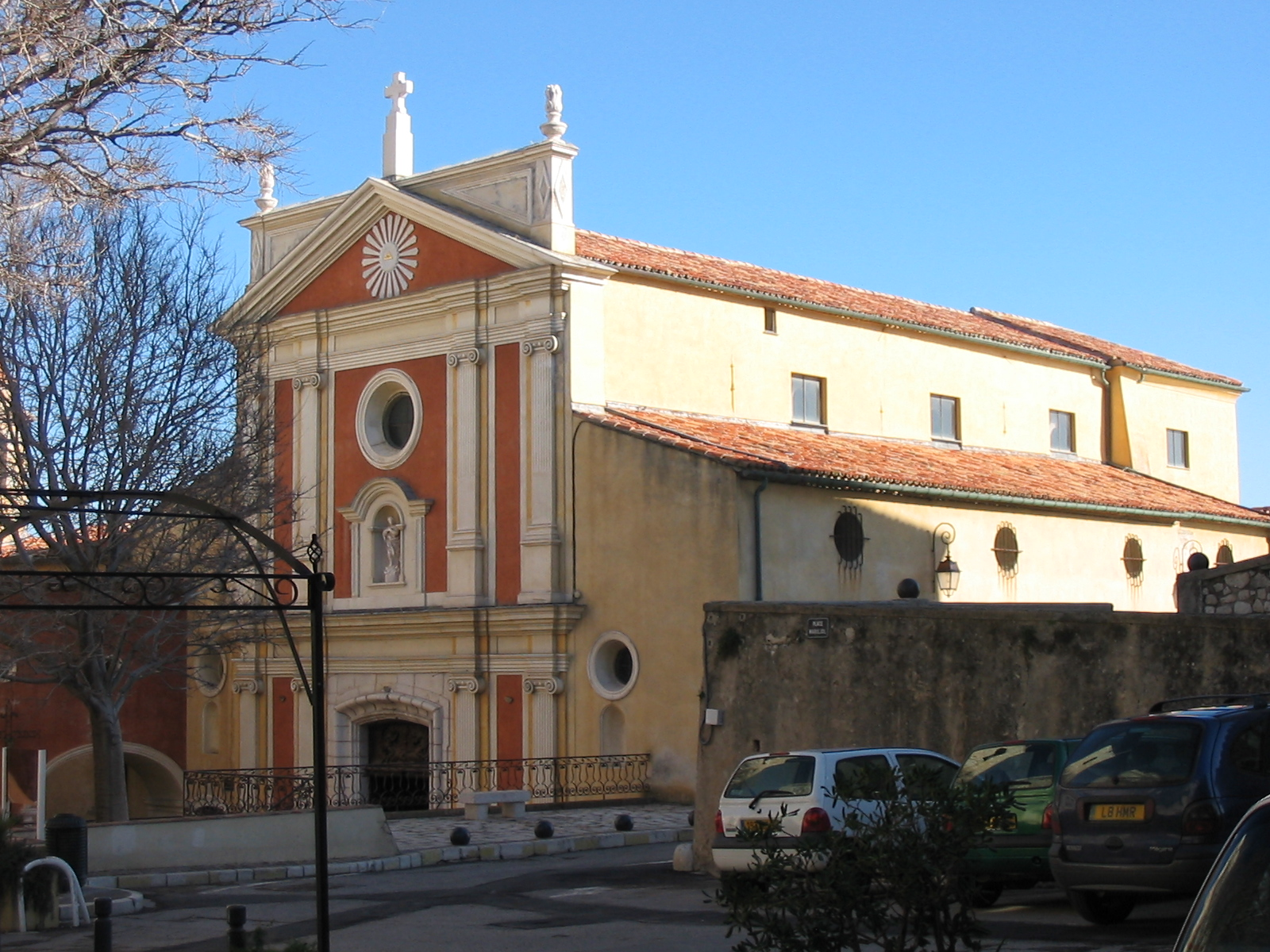
Cathédrale Notre-Dame-de-la-Platea
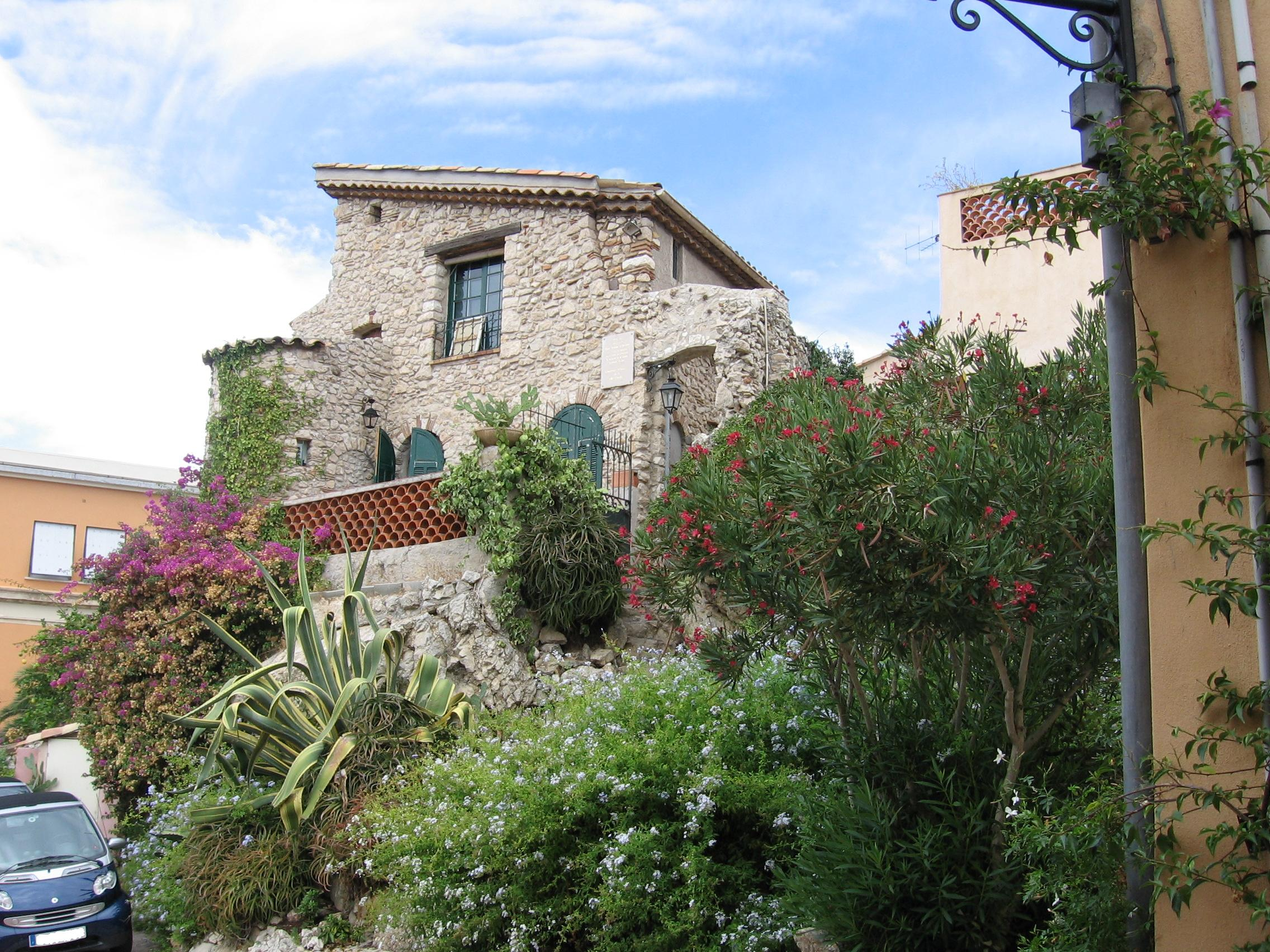
Villa i Gamla Antibes
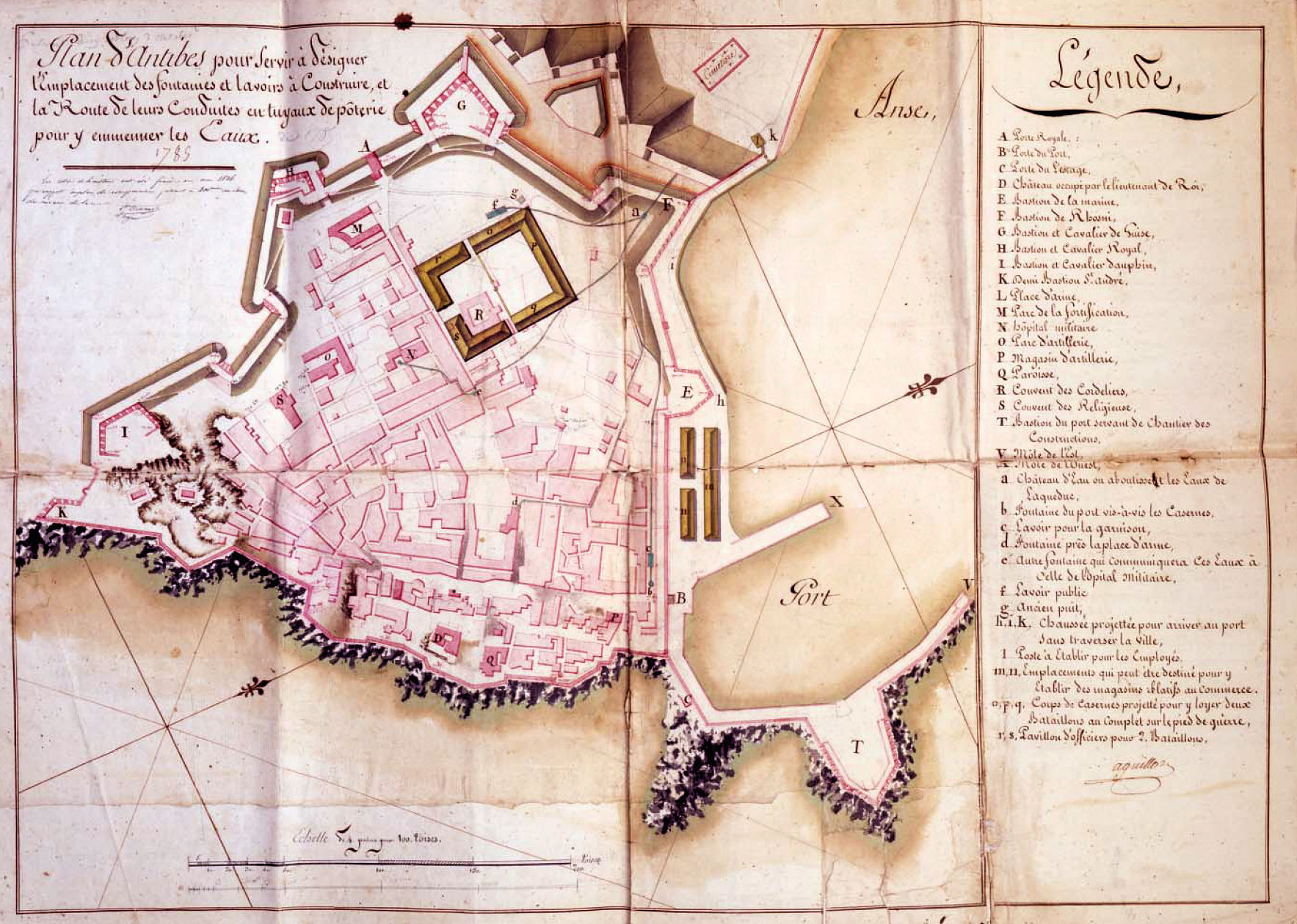
Karta över Antibes 1785
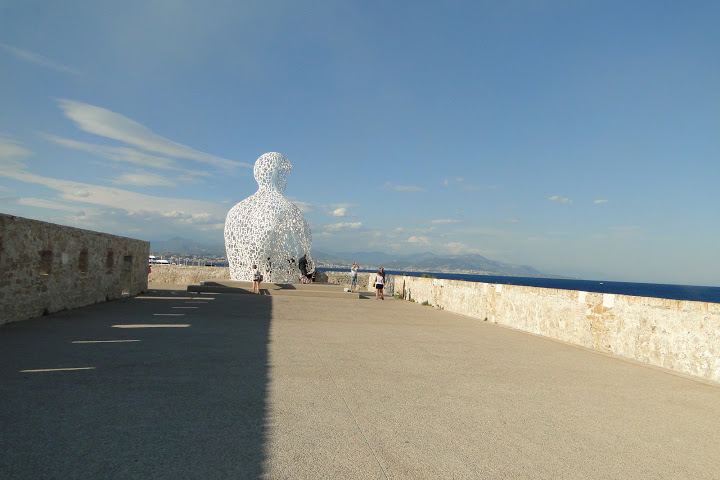
Le nomade av Jaume Plensa på hamnpiren nära Bastion Saint-Jaume
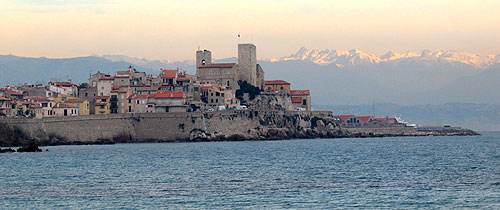
Antibes, vy från söder